# Locheutis
Locheutis é um gênero de traça pertencente à família Agonoxenidae.